# Silvije Bulat
Silvije Bulat (Split, 6. travnja 1873. − Beograd, 15. rujna 1928.) je bio hrvatski liječnik, zdravstveni i športski dužnosnik.

## Životopis
Rodio se je u Splitu 1873. godine. U Splitu je završio pučku školu i klasičnu gimnaziju. Medicinu je studirao u Beču. Silvije Bulat bio je domoljub koji se družio s Ivom Grisogonom, Josipom Baračem, Dušanom Mangerom i Ivom Staliom (jedan od utemeljitelja te prvi i dugogodišnji predsjednik Gusara 1914. – 1941.). Zajedno s njima pokrenuo je akciju vrjednovanja Luke Botića, hrv. pjesnika i političara, jer ondašnja mladež poistovjećivala se s Botićevom borbom koju je vodio u Saboru za sjedinjenje Dalmacije s ostatkom Hrvatske. 
Zaposlio se je u Šibeniku, a poslije je radio u Pokrajinskoj bolnici u Zadru. Nakon jednoljetnog boravka vratio se je u Šibenik gdje je bio privremenim upraviteljem bolnice. Privremeni status trajao je 11 godina, od 1904. do 1914. Poslije rata bio je liječnikom i ravnateljem bolnice u Splitu. Bio je i inspektorom ministarstva narodnog zdravlja za Primorsku banovinu. Obnašao je dužnost predsjednika HNK Hajduk od 19. listopada 1925. do 12. studenoga 1926. godine. 1925. je bio oblasnim referentom Oblasne sanitetske uprave.Potom je otišao raditi u Beograd na mjesto upravitelja Središnje bolnice za zarazne bolesti. Dužnost je obnašao do smrti.